# Кузьмина, Ирина Фёдоровна
Ирина Фёдоровна Кузьмина (13 января 1928, Баку — 19 марта 2015, Улан-Удэ) — советская оперная певица, лирико-колоратурное сопрано, солистка Бурятского театра оперы и балета, педагог, заслуженная артистка РСФСР (1977).

## Биография
Родилась в Баку. Отец, Фёдор Арсентьевич Кузьмин, был родом из Пензенской области, переехал в Баку в юности, играл в самодеятельном оркестре на корнете. Мать, Елена Ивановна Кузьмина, была очень способной к танцу, в юности прошла отбор в местную группу московской студии Айседоры Дункан.
После Великой Отечественной войны училась на двухгодичных курсах для взрослых (класс педагога-вокалиста К. Я. Полуяновой), затем окончила Бакинское музыкальное училище и Государственную консерваторию имени У. Гаджибекова (сейчас Бакинская музыкальная академия).
После окончания консерватории работала в Азербайджанском театре оперы и балета имени М. Ф. Ахундова, где выступала с такими певцами, как Лютфияр Иманов, Идрис Агаларов. Выступала на правительственных концертах, где пела с Рашидом Бейбутовым, Муслимом Магомаевым.
В 1963—1966 годах пела в Ашхабадском театре оперы и балета имени Махтумкули. Затем около полутора лет служила в Татарском театре оперы и балета имени Мусы Джалиля в Казани.
В 1968—1981 годах была солисткой Бурятского театра оперы и балета, где стала ведущей артисткой. Работала с такими певцами и певицами, как Лхасаран Линховоин, Владимир Буруев, Н. Литвинов, Дугаржап Дашиев, Саян Раднаев, Л. Шоболов, Ким Базарсадаев, А. Жмурова, Д. Кыштымова. Выступала на концертной эстраде.
В 1970 году сыграла эпизодическую роль в фильме «Смятение».
Оставив сцену, в 1981—2005 годах работала в Восточно-Сибирском государственном институте культуры (ВСГИК) в Улан-Удэ (сейчас Восточно-Сибирская академия культуры и искусств), на кафедрах хорового дирижирования и вокала.
В последние годы жизни пела в церковном хоре, сначала в Троицком храме в Улан-Удэ, позже в храме Вознесения Господня.
В 1977—1979 годах была депутатом Улан-Удэнского горсовета.
Умерла 19 марта 2015 года на 88-м году жизни в Отделенческой клинической больнице станции Улан-Удэ.

## Награды и премии
- Заслуженная артистка РСФСР (5.12.1977).
- Заслуженная артистка Туркменской ССР (1965).
- Народная артистка Бурятской АССР.

## Работы в театре

### Азербайджанский театр оперы и балета
- «Риголетто» Дж. Верди — Джильда
- «Севильский цирюльник» — Розина
- «Лакме» Л. Делиба
- «Сказки Гофмана» Ж. Оффенбаха

### Туркменский театр оперы и балета
- «Цыганский барон» И. Штрауса,
- «Риголетто» Дж. Верди — Джильда
- «Севильский цирюльник» — Розина
- «Травиата» Дж. Верди

### Бурятский театр оперы и балета
- «Травиата»
- «Севильский цирюльник»
- «Риголетто» Дж. Верди
- «Богема» Д. Пуччини — Мюзета
- «Дон Жуан» В. Моцарта — Церлина
- «Царская невеста» Н. Римского-Корсакова — Марфа
- «Искатели жемчуга» Ж. Бизе — Лейла
- «Максимка» (детская опера) Б. Терентьева — Иностранка
- «Иоланта» П. Чайковского — Бригитта
- «Кармен» Ж. Бизе — Фраскита
- «Любовный напиток» Г. Доницетти — Адина
- «Григорий Мелихов» И. Дзержинского — Дуняша

## Фильмография
- 1970 — Смятение (Беларусьфильм) — эпизод